# Saman Kunan
 (novembre 2019).
Le contenu est difficilement compréhensible vu les erreurs de traduction, qui sont peut-être dues à l'utilisation d'un logiciel de traduction automatique.
Saman Kunan (en thaï : สมาน กุนัน) est un plongeur de la marine royale thaïlandaise, né le 23 décembre 1980 à Roi Et. Il était par ailleurs sauveteur et champion de trail.
Il est mort lors des opérations de secours de la grotte de Tham Luang, le 6 juillet 2018, à l'âge de 37 ans. Il était chargé d'établir une ligne d'approvisionnement en oxygène de la salle souterraine où se trouvaient les enfants et leur accompagnateur, salle éloignée de 3.2 kilomètres. Il s'évanouit lors d'un voyage de retour de la salle 3' vers l'extérieur, à environ 1.5 kilomètre de la sortie. Les tentatives de le ramener à la conscience s'avérèrent vaines.
Il reçut le surnom de "Tham Luang Hero". Une statue a été édifiée à sa mémoire.